# Rokitno (powiat międzyrzecki)
Rokitno (niem. Rokitten) – wieś w Polsce położona w województwie lubuskim, w powiecie międzyrzeckim, w gminie Przytoczna.
Wieś znajduje się w okolicach Pszczewskiego Parku Krajobrazowego, otoczona jest wieloma czystymi jeziorami. W pobliżu znajduje się m.in. jezioro Rokitno z ośrodkiem wypoczynkowym oraz jezioro Rokicienko.

## Historia
Miejscowość pierwotnie związana była z Wielkopolską. Ma metrykę średniowieczną i istnieje co najmniej od XIV wieku. Po raz pierwszy wieś wymieniana w łacińskojęzycznym dokumencie z 1378 pod obecną nazwą „Rokytno”, 1445 „Rokythno”, 1510 „Rokithno”, 1944 „Rokitten” .
Miejscowość początkowo była wsią rycerską, a potem stała się uposażeniem opactwa cystersów w Zemsku-Bledzewie. W XV wieku należała do powiatu poznańskiego Korony Królestwa Polskiego .
Odnotowały ją historyczne dokumenty prawne, własnościowe i podatkowe, które pozostawiły historyczny obraz miejscowości. W 1378 starosta generalny Wielkopolski Domarat oznajmił, że kasztelan starogrdzki Mikołaj z Bytynia dał Mikołajowi opatowi z Ząbrska wieś Rokitno, a w zamian otrzymał od niego wsie Muchocin i Radgoszcz. Starosta ten zwolnił miejscowych kmieci od robocizn, podwód oraz opłat na rzecz kasztelanii międzyrzeckiej na tak długo, dopóki ten gród będzie w jego posiadaniu. W 1460 król polski Kazimierz IV Jagiellończyk ustalił wymiar ciężarów i robocizn należnych królewskiemu zamkowi w Międzyrzeczu ze wsi należących do klasztoru bledzewskiego w tym z Rokitna. W 1457 nastąpiło rozgraniczenie pomiędzy wsiami należącymi do klasztoru bledzewskiego – Rokitnem, Kalskiem oraz wsią Lubikowo. Archiwalny dokument mówi, że Zygmunt z Przetoczna oraz Władysław z Lubosiny ręczą Janowi opatowi bledzewskiemu za Szczepana z Lubikowa za to, że dopełni on pod karą umowną 200 grzywien wszystkich zobowiązań prawnych dotyczących zatwierdzenia nowego rozgraniczenia tych dziedzin przez sąd ziemski .
W 1493 wieś została odnotowana w spisie jako zalegająca z podatkiem. W 1508 miała miejsce pobór od 7 łanów oraz karczmy. W 1509 odbył się pobór podatków od 7 łanów, karczmy oraz jednego łana sołtysiego. W 1563 miał miejsce pobór od 9,5 łana, 2 łanów sołtysa, karczmy dorocznej oraz od kowala. W 1565 wieś Rokitno należała do opata bledzewskiego i zobowiązana była do świadczeń na rzecz zamku w Międzyrzeczu. Odnotowano w niej 22 ślady i sołtysa. W 1589 w Rokitnie odnotowano 18 ratajów (najemnych pracowników) i 15 zagrodników w tym jednego Marcina Socombera wymieniono imiennie. W 1580 miejscowość wymieniona jako wieś duchowna, własność opata bledzewskiego. Położona była wtedy w powiecie poznańskim województwa poznańskiego w Rzeczypospolitej Obojga Narodów. Opat bledzewski zapłacił od wsi pobór podatkowy od 14 łanów, 12 zagrodników, 7 komorników, dwóch rzemieślników, od pastucha wypasającego 50 owiec .
Po rozbiorach Polski miejscowość tak jak cała Wielkopolska znalazła się pod zaborem pruskim. W okresie Wielkiego Księstwa Poznańskiego (1815–1848) miejscowość należała do wsi większych w ówczesnym pruskim powiecie Międzyrzecz w rejencji poznańskiej. Rokitno należało do okręgu rokitnickiego tego powiatu i stanowiło część majątku Rokosowo, którego właścicielem był wówczas rząd pruski w Berlinie. Według spisu urzędowego z 1837 roku wieś liczyła 432 mieszkańców, którzy zamieszkiwali 46 dymów (domostw). Wzmiankowana była wówczas także Rokitno kolonia (2 domy, 30 osób).
W latach 1975–1998 miejscowość należała administracyjnie do województwa gorzowskiego.

## Zabytki

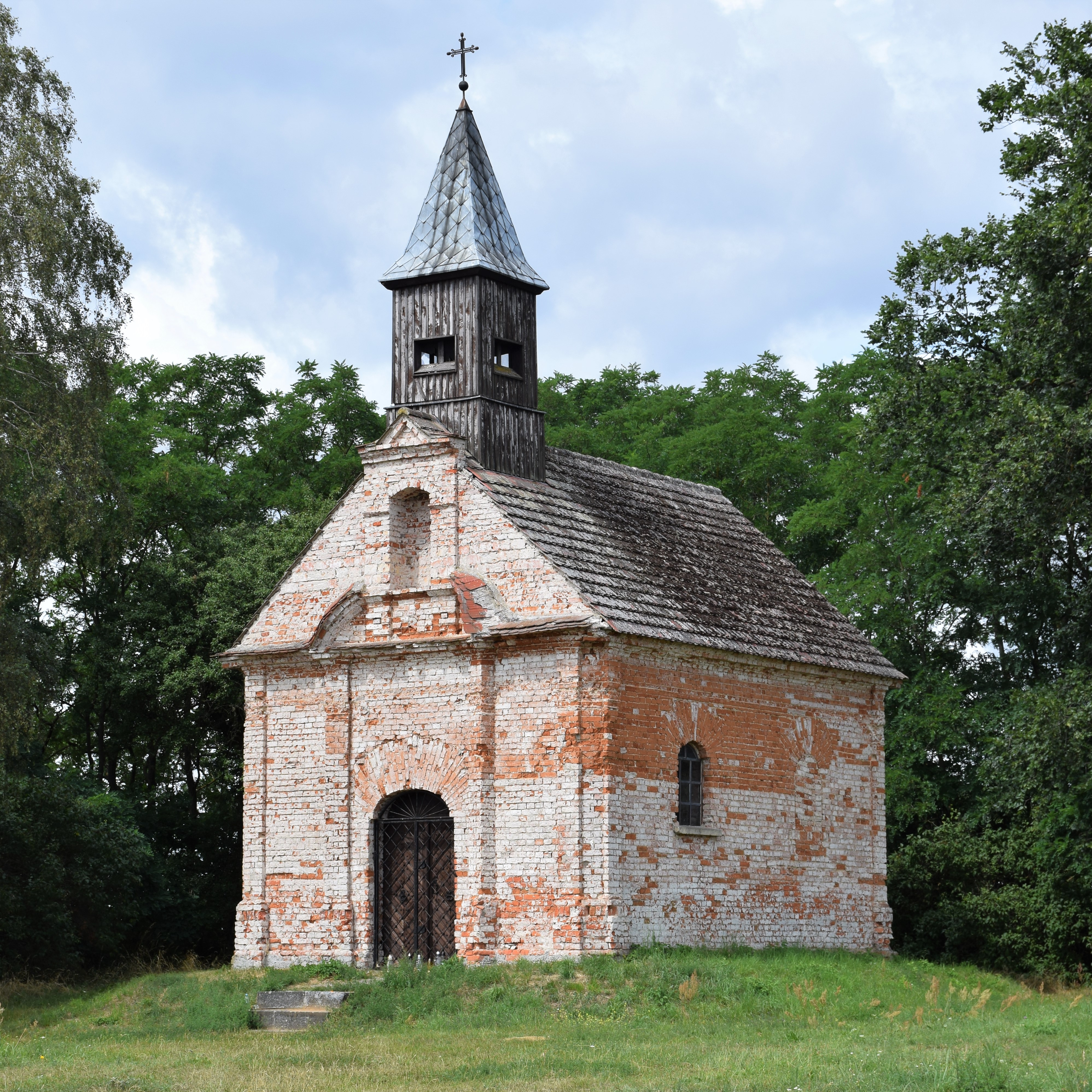
Kapliczka polna w Rokitnie

Do wojewódzkiego rejestru zabytków wpisane są:
- kościół parafialny pod wezwaniem Matki Bożej Rokitniańskiej (Królowej Polski), z lat 1746–1756, diecezjalne Sanktuarium Matki Bożej Cierpliwie Słuchającej diecezji zielonogórsko-gorzowskiej, będące miejscem licznych pielgrzymek. Kościół jest bazyliką mniejszą, gdzie znajduje się cudowny obraz Matki Bożej, ukoronowany w 1989 r. koronami papieskimi
- kaplica polna pod wezwaniem Najśw. Marii Panny, z 1758 roku
- zespół sierocińca dla chłopców, obecnie Dom Pomocy Społecznej:
  - sierociniec, budynek główny, z 1848 roku, 1910 roku
  - budynek administracyjny, z 1910 roku
  - pralnia, z 1910 roku
  - dom mieszkalny, z 1910 roku.